# Josef Dessauer

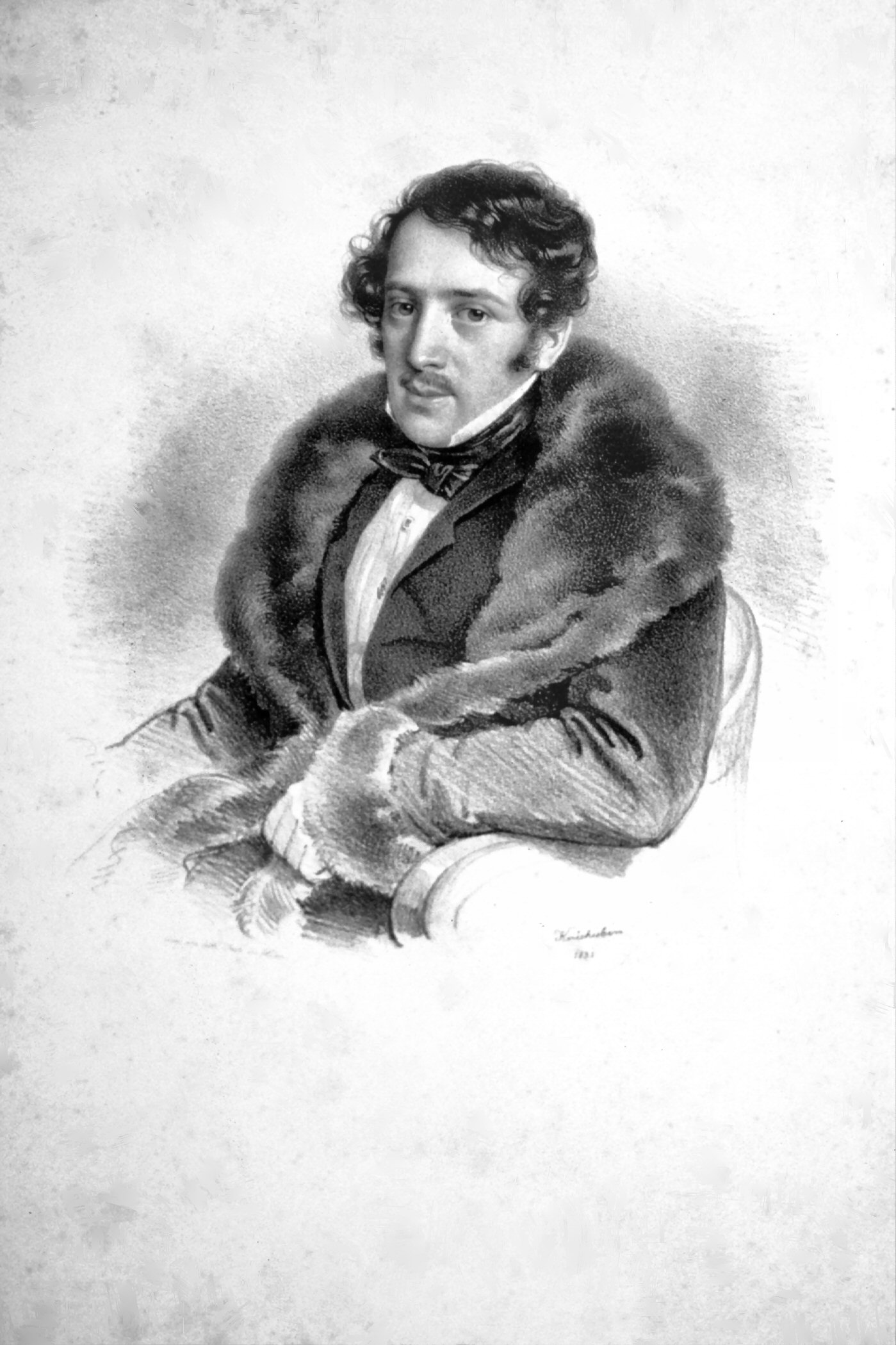
Josef Dessauer, Lithographie von Josef Kriehuber, 1831.

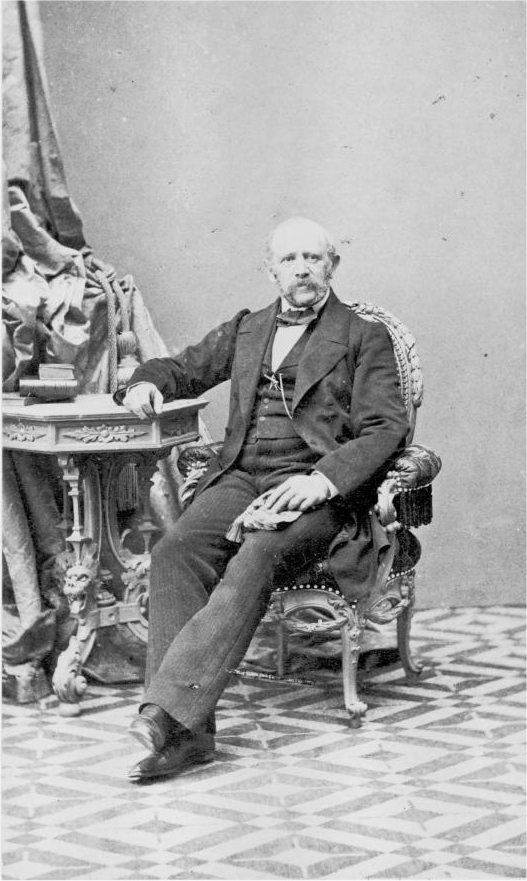
Fotografie von Ludwig Angerer

Josef Dessauer (* 28. Mai 1798 in Prag; † 8. Juli 1876 in Mödling) war ein jüdischer österreichischer Pianist und Komponist. Sein Vater war der aus Dessau stammende Prager Großhändler Aron Dessauer, der 1817 in Wien zum Christentum übertrat. Seine Mutter Sara war die Tochter des Berliner Großkaufmanns Levin Hertz.

## Leben
Dessauer folgte in jungen Jahren zuerst dem Wunsch der Eltern und widmete sich einer kaufmännischen Ausbildung. Dennoch studierte er daneben bei Friedrich Dionys Weber (1766–1842) und Johann Wenzel Tomaschek (1774–1850). Unter dem Eindruck seines Erfolgs als Pianist im Zuge einer Neapelreise im Jahr 1821 beschloss er endgültig, Berufsmusiker zu werden. Fortan widmete er sich verstärkt seinen Kompositionsstudien. Im Zuge mehrerer Reisen 1831/32 besuchte er Italien, Frankreich und England, hielt sich aber immer wieder auch für kurze Zeit in Wien auf, bevor er sich um das Jahr 1835 dort endgültig niederließ. Er nahm intensiv am Wiener Musik- und Geistesleben teil und war nahezu allen großen Musikern seiner Zeit freundschaftlich verbunden, etwa mit Rossini, Schubert, Berlioz, Mendelssohn Bartholdy, Liszt und Chopin.
Chopin widmete Dessauer seine 1834/35 entstandenen Zwei Polonaisen op. 26.

## Werk
Neben den Opern „Lidwinna“ (1836), „Ein Besuch in St. Cyr“ (1838), „Paquita“ (1851) und „Dominga“ (1860) schuf er zahlreiche Vokal- und Instrumentalwerke. Seine Musik, die die unterschiedlichen Einflüsse seiner zahlreichen Reisen erkennen lässt, genoss zu seinen Lebzeiten zu Recht große Anerkennung.